# Frey Svenson
Frey Herman Svenson, född 14 november 1866 i Vetlanda, död 20 januari 1927, var en svensk läkare, professor i psykiatri. Han var far till Torsten Frey.
Svenson studerade vid Karolinska institutet i Stockholm, där han blev medicine licentiat 1897 och disputerade 1903 med avhandlingen Psykiatrisk-psykologiska studier till jagets mekanism, varefter han samma år promoverades till medicine doktor i Uppsala. Efter förordnande som amanuens dels vid nervkliniken i Stockholm, dels vid den psykiatriska kliniken på Stockholms hospital var han biträdande läkare vid Uppsala hospital 1899-1900 och innehade liknande befattning under ett par år vid Kristinehamns hospital. Han utnämndes 1904 till extra ordinarie professor i psykiatri vid Uppsala universitet och var 1908-26 ordinarie professor där i detta ämne samt 1904-26 överläkare vid Uppsala hospital. Från 1913 var han medlem av Medicinalstyrelsens vetenskapliga råd och har deltog bland annat i utredningen om äktenskapslagstiftningen.
Svenson utgav, dels på svenska, dels i tyska tidskrifter, ett antal vetenskapliga och populärvetenskapliga arbeten berörande psykiatri, psykologi, rättspsykiatri och sinnessjukvård. Häribland finns Själslivets hygien (1906; andra upplagan 1909), Psychopathische Verbrecher (i "Archiv für Kriminalanthropologie und Kriminalistik", 1912), Lärobok i sinnessjukvård (1907; andra upplagan 1915) samt Vanföreställningarnas och sinnesvillornas psykologi (1919). Svenson skrev även del skönlitterära verk, Lytta själar (1898) och Via Dolorosa (1899), samt en på personlig bekantskap med skalden Gustaf Fröding i egenskap av dennes läkare under hans vistelse på Uppsala hospital utgiven studie Gustaf Frödings diktning. Bidrag till dess psykologi (1916). I januari 1907 skrev han i Dagens Nyheter en lång plädering för att avkriminalisera homosexualitet, föranlett av debatten kring fallet Nils Santesson. Svenson ansåg att homosexualitet var en andlig missbildning och en degeneration men såg felet som något medicinskt, inte kriminellt, och vädjande om medlidande med de drabbade.
Han hade även stort idrottsintresse och var ordförande i Sveriges akademiska idrottsförbund och vice ordförande i Svenska Fotbollförbundet.
På det gamla mentalsjukhusområdet Ulleråker i Uppsala finns Frey Svensons väg.